# Esperstedter Ried - Salzstellen bei Artern
Esperstedter Ried - Salzstellen bei Artern este o arie protejată (arie specială de conservare — SAC, sit de importanță comunitară — SCI) din Germania întinsă pe o suprafață de 940 ha, integral pe uscat.

## Localizare
Centrul sitului Esperstedter Ried - Salzstellen bei Artern este situat la coordonatele 51°20′15″N 11°08′58″E / 51.3375°N 11.1494°E.

## Înființare
Situl Esperstedter Ried - Salzstellen bei Artern a fost declarat sit de importanță comunitară în septembrie 2000 pentru a proteja 12 specii de animale. Situl a fost protejat și ca arie specială de conservare în iulie 2008.

## Biodiversitate
Situată în ecoregiunea continentală, aria protejată conține 4 habitate naturale: Pășuni continentale udate de apa mării, Ape puternic oligomezotrofe cu vegetație bentonică cu Chara spp., Pajiști aluvionare inundabile, de Cnidion dubii, Păduri aluvionare cu Alnus glutinosa și Fraxinus excelsior (Alno-Padion, Alnion incanae, Salicion albae).
La baza desemnării sitului se află mai multe specii protejate:
- păsări (9): lăcar-de-rogoz (Acrocephalus schoenobaenus), erete de stuf (Circus aeruginosus), presură sură (Emberiza calandra), becațină comună (Gallinago gallinago), sfrâncioc mare (Lanius excubitor excubitor), Luscinia svecica cyanecula, codobatura galbenă (Motacilla flava), cresteț pestriț (Porzana porzana), nagâț (Vanellus vanellus)
- mamifere (1): liliac cârn (Barbastella barbastellus)
- nevertebrate (2): Coenagrion mercuriale, Vertigo angustior

Pe lângă speciile protejate, pe teritoriul sitului au mai fost identificate 25 de specii de plante, 3 specii de amfibieni, 10 specii de mamifere, 73 de specii de nevertebrate, 2 specii de reptile.